# FC Germania Braunschweig
Der FC Germania Braunschweig war ein Sportverein aus der Stadt Braunschweig und einer der 86 Gründungsvereine des Deutschen Fußball-Bundes. Vertreten wurde er hier durch Karl Stansch.
Über die Anfänge von Germania ist nichts bekannt. 1907 trat der Verein dem FC Britannia bei, der sich ab 1914 SV Braunschweig nannte. Dieser fusionierte 1919 mit dem FC Sportfreunde zum VfB Braunschweig, dem heutigen VfB Rot-Weiß Braunschweig.